# ミーム (ルルティアのアルバム)
『ミーム』は、ルルティアの4枚目のアルバム。

## 解説
2005年4月13日に発売された。全作詞作曲はルルティア。編曲はルルティア・佐藤鷹。
シングル収録曲「プライマリー」「リラが散っても」「セレナイト」や、タイアップに起用された「蝶ノ森」「コバルトの星」等を含む全12曲収録。「プライマリー」はイントロを付け足したアルバムバージョンとして収録されている。初回プレス盤は特典として「セレナイト」がテーマソングに起用されたアニメ『鴉 -KARAS-』のオリジナルステッカーが封入されている。
タイトルの「ミーム」とは、リチャード・ドーキンスが提唱した文化の複製遺伝子のことである。
CD-EXTRAとして、「プライマリー」のプロモーションビデオと、『鴉 -KARAS-』のプロモーション用に制作された予告編トレーラーが収録されている。

## 収録曲
1. Dancing Meme
2. tone
3. リラが散っても
4. プライマリー (album ver.)
5. シグナル
6. スカーレット
7. セレナイト
8. ヒースの楽園
9. 青い薔薇
10. 蝶ノ森
  - 松竹系公開映画『楳図かずお 恐怖劇場』オープニングテーマ
11. コバルトの星
  - 松竹系公開映画『楳図かずお 恐怖劇場』エンディングテーマ
12. Sleeping Meme

## CD-EXTRA
- 「プライマリー」VIDEO CLIP
制作:PIPPIN
監督・脚本：窪田崇（PIPPIN）
出演：長谷部優・木村了
- オリジナルアニメーション『鴉 -KARAS-』トレーラー映像